# グレプ・スヴャトスラヴィチ (ノヴゴロド公)
グレプ・スヴャトスラヴィチ（ロシア語: Глеб Святославич、? - 1078年5月30日）は、キエフ大公スヴャトスラフ2世の長男である。トムタラカニ公：1064年、1066年 - 1068年。ノヴゴロド公：1069年 - 1073年、1077年 - 1078年。

## 生涯
グレプは1064年にトムタラカニ公となったが、その年のうちにいとこのロスチスラフによってトムタラカニから追放された。父スヴャトスラフの支援を受けてトムタラカニへ戻るが、すぐにロスチスラフによって、再びトムタラカニを追われた。グレプがトムタラカニ公としての地位を確立するのは、ロスチスラフの死亡した1067年以降のことである。トムタラカニの石(ru)と呼ばれる大理石に刻まれた文章によると、グレプは1068年に、トムタラカニとケルチの間の距離を、氷の上を伝って測定したという（タマン半島のトムタラカニとクリミア半島のケルチは、ケルチ海峡を挟んだ対岸の位置にある）。これはルーシにおける、地形学(ru)、水路学的行為のもっとも古い例である。
グレプは1067年のある期間、ノヴゴロド公となっていたが、ポロツク公家のフセスラフがキエフ大公となると、トムタラカニに帰還していた。1069年にグレプは再びノヴゴロド公となり、フセスラフもキエフからポロツクへと逃走していた。同年、フセスラフの軍がノヴゴロドを攻めたが、グレプはノヴゴロドの民兵を指揮し、ノヴゴロドの防衛に成功した。その後、1073年までノヴゴロド公国を統治し、父スヴャトスラフがキエフ大公となると（スヴャトスラフ2世）、ペレヤスラヴリ公国を譲渡された。1077年にスヴャトスラフ2世が死に、キエフ大公位にフセヴォロド1世が就くと、グレプは再びノヴゴロドに移封された。
『原初年代記』の記述によれば、1078年、ノヴゴロドにヴォルフ(ru)（魔術師・妖術師）達が現れ、人々にノヴゴロド主教に対する蜂起を呼びかけた。グレプとそのドルジーナ（親衛隊）は主教の側につき、ノヴゴロドの人々はヴォルフの側についた。グレプは自らヴォルフの元に赴き、ヴォルフを斬った。ヴォルフの「肉体は滅び、魂は悪魔に委ねた」と『原初年代記』は記している。しかしその翌年、グレプはノヴゴロド公位を追われている。歴史学博士のI.フロヤノフ(ru)の説によれば、それはグレプの身に迫った危機と、おそらく結びついているという。おそらくグレプは、ノヴゴロドの不作を悟り、彼を非難するノヴゴロドの人々に襲われる危機にあった。グレプのノヴゴロドからの脱出は、自体が差し迫っていたことの証拠であるという。年代記におけるヴォルフは、土着の信仰を指導する者を指していると推測されている。
グレプは1078年5月30日に、ヴィシェラ川(ru)を渡河した際にチュヂ族に殺された。同年7月23日にチェルニゴフに埋葬されている。